# Pieter Cornelisz Kunst
Pieter Cornelisz Kunst, né vers 1484 à Leyde et mort entre le 31 octobre 1560 et début juillet 1561 dans la même ville, est un peintre hollandais.

## Biographie
Né vers 1484 à Leyde, Pieter Cornelisz Kunst est le fils aîné de Cornelis Engebrechtsz. En 1509 il épouse Marytgen Gerytsdr. van Dam.

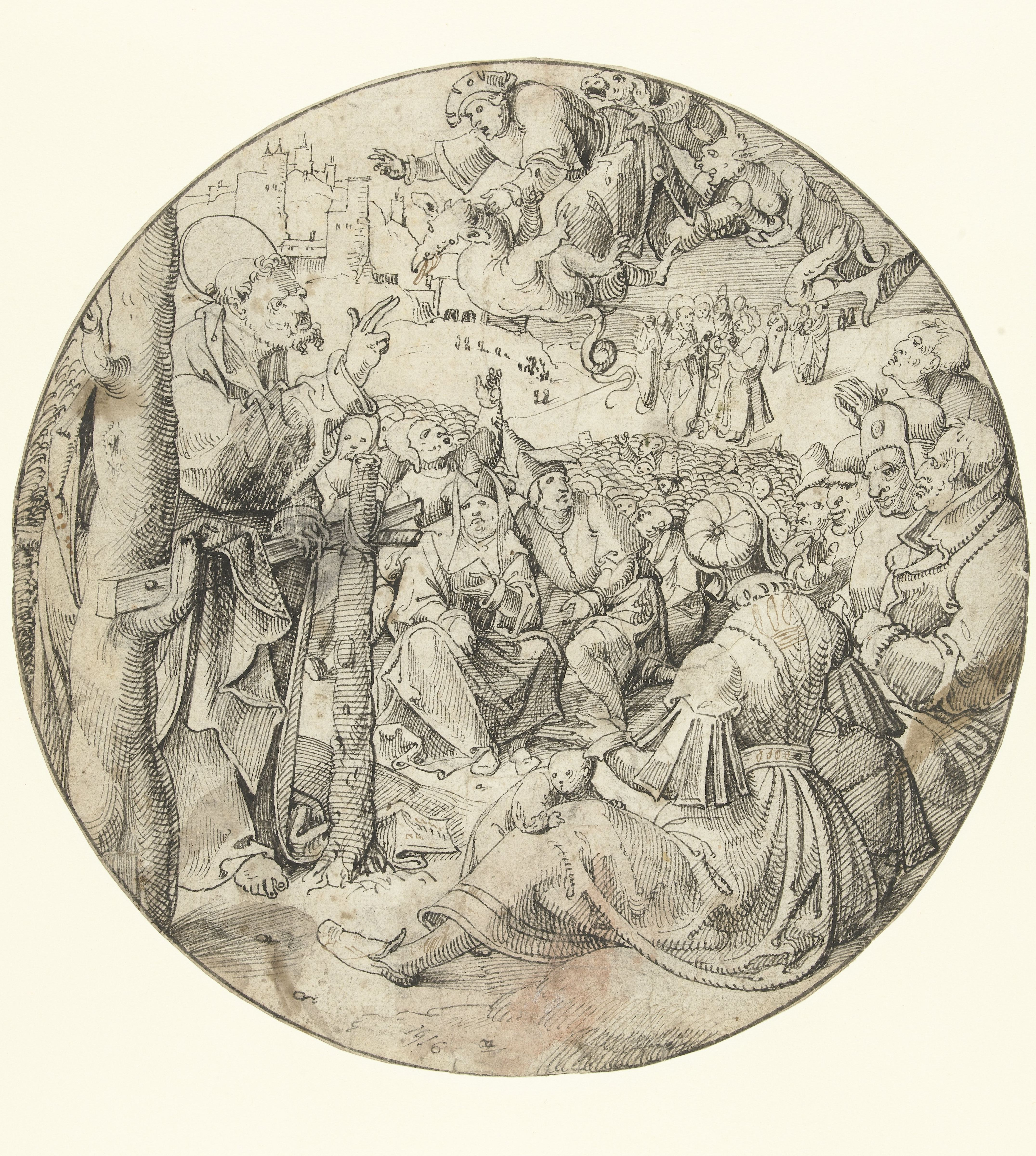
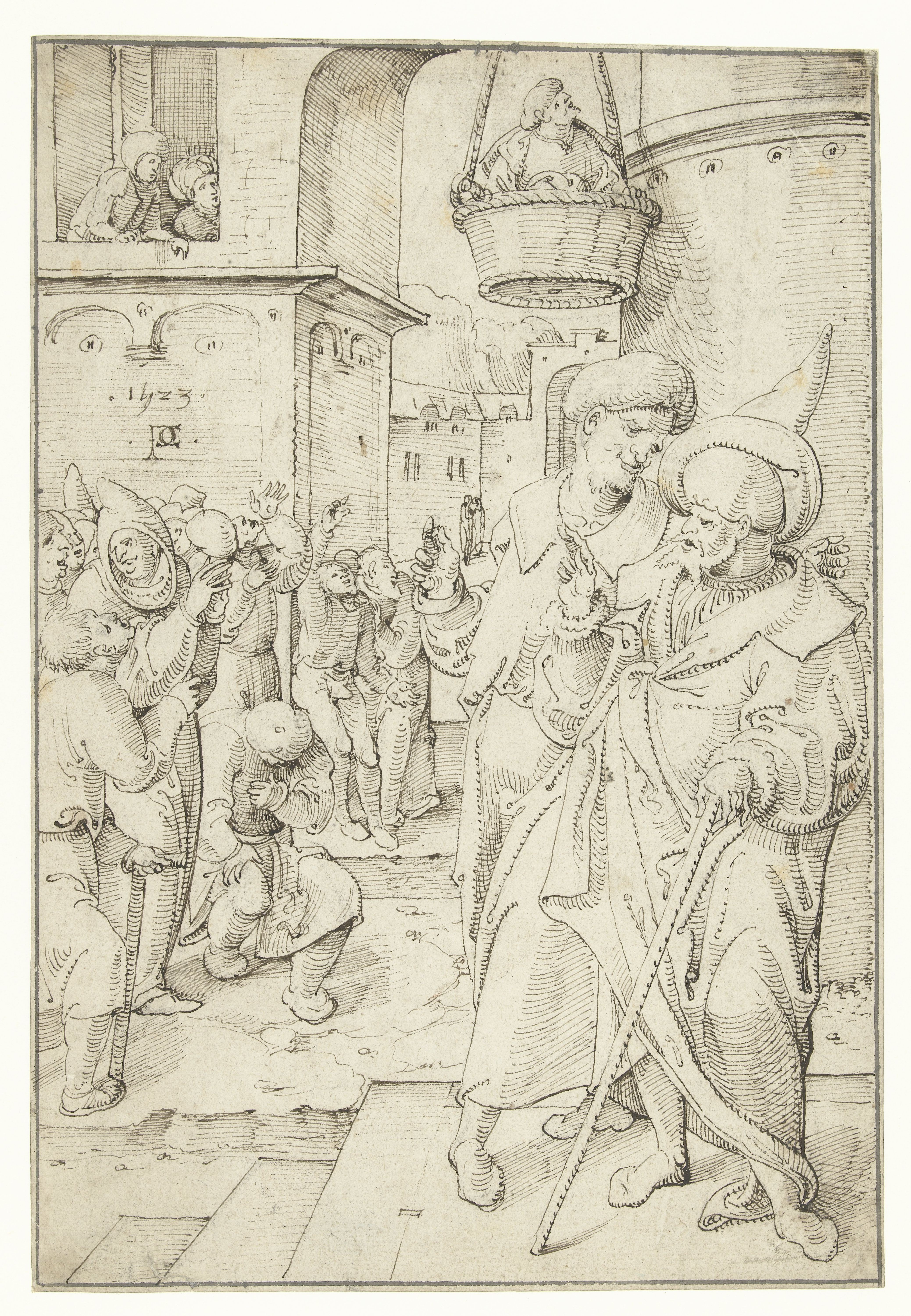
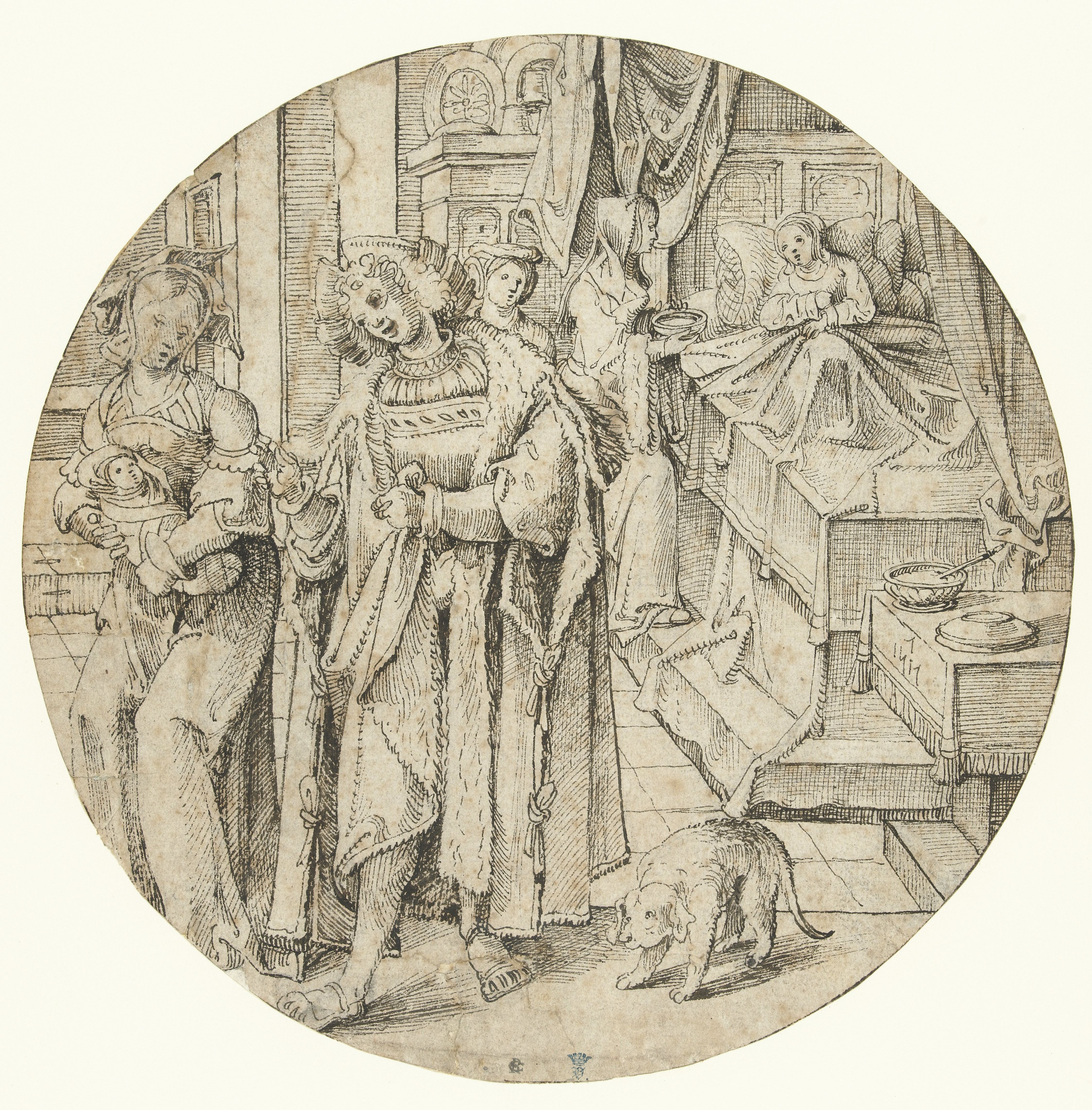